# City of Lithgow
City of Lithgow is een Local Government Area (LGA) in Australië in de staat New South Wales. City of Lithgow telt 20.694 inwoners. De hoofdplaats is Lithgow.